# ボストン・セルティックス
ボストン・セルティックス（Boston Celtics; /[ˈsɛltɪks]/ SEL-tiks）は、アメリカ合衆国・マサチューセッツ州ボストン市に本拠を置く全米プロバスケットボール協会 (NBA) のチーム。イースタン・カンファレンス、アトランティック・ディビジョン所属。チーム名のCelticとは「ケルト人の」という意味。ボストン近辺はアイルランド人が多く移民した土地であったことにちなんでいる。
セルティックスは、NBAの全てのチームの中で最も多くチャンピオンシップを手に入れた名門である。その他に1回のマクドナルド選手権優勝がある。
1959年から1966年までは、ビル・ラッセルがチームを牽引し、8連続優勝している。1980年代には、ラリー・バードに率いられて、ロサンゼルス・レイカーズと熾烈なライバル争いを繰り広げた。セルティックスは、ニューヨーク・ニックスと共に、現在のNBAが発足した当初に参加したチームの中で、同じ都市にフランチャイズがあり続けているチームである。

## 歴史

### 初期

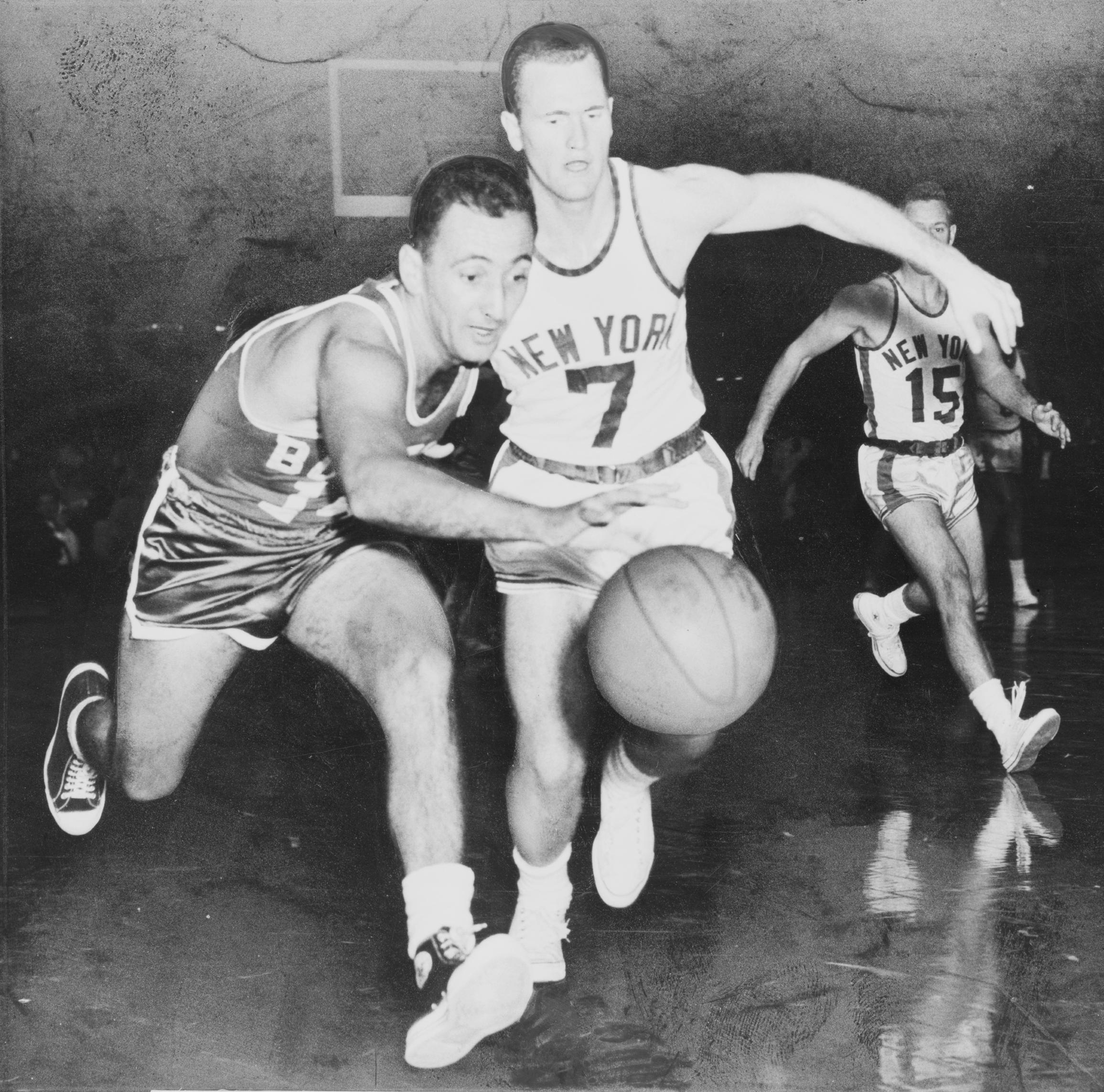
ボブ・クージー（左）は1957年の初優勝に貢献した。

ボストン・セルティックスは、NBAの前身である BAA (Basketball Association of America) 発足にともない設立された。創設者はボストン・ガーデンオーナーのウォルター・ブラウン。セルティックスの名は、1920年代にニューヨークを本拠地としていた強豪チーム、ニューヨーク・セルティックスにあやかってつけられている。このニューヨークを本拠地としていたチームをオリジナル・セルティックスと呼ぶ。

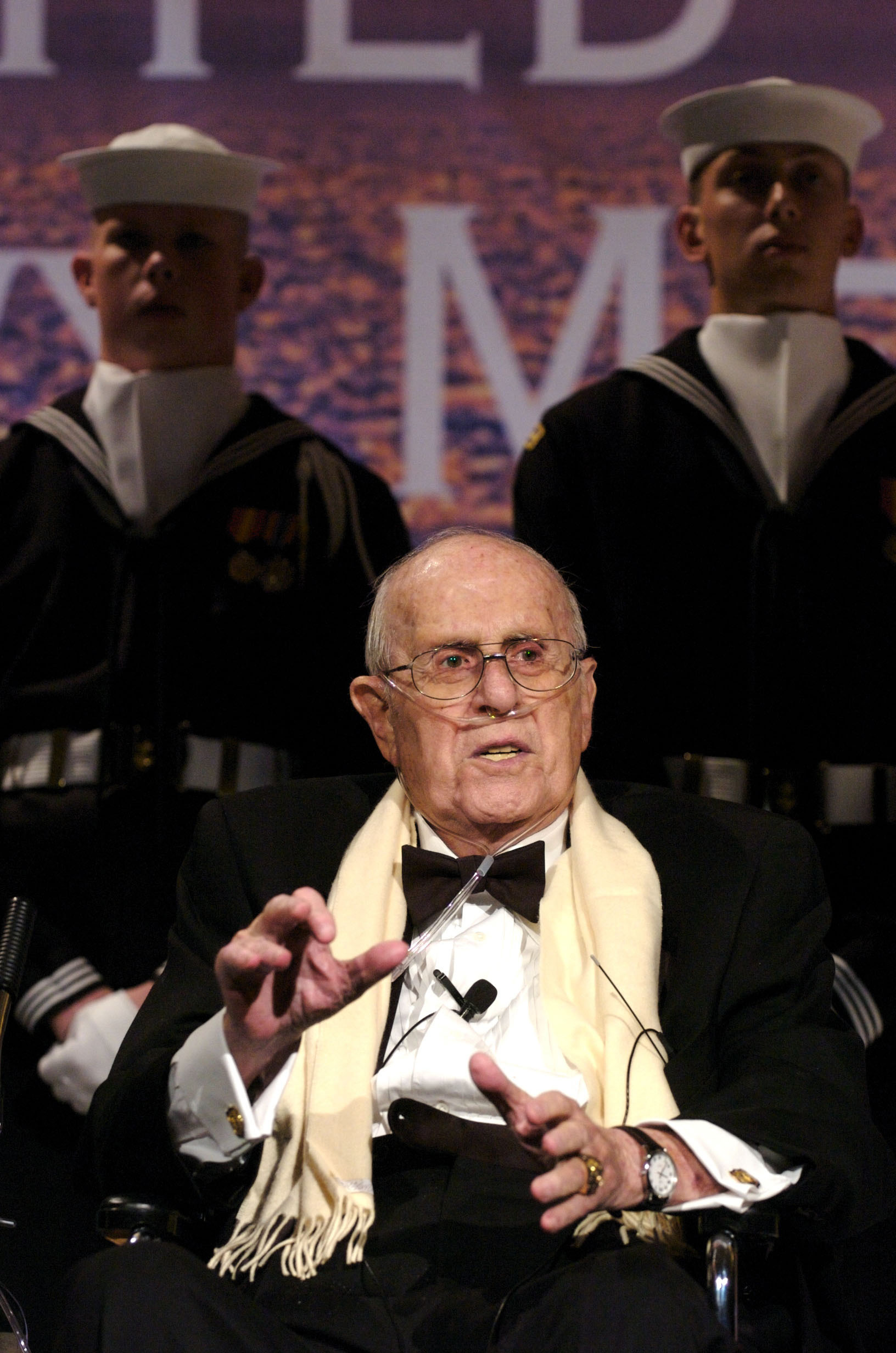
2006年のアワーバック

設立当初の数年間、セルティックスの勝率は5割に満たず、チーム成績はリーグ下位に甘んじるシーズンが続いた。1950年よりレッド・アワーバックを監督兼球団副社長（選手人事担当者）という役職でチームに迎え、以後半世紀に渡って、人材の登用や試合の采配で才能を発揮しセルティックスをリーグきっての名門に育て上げて行くこととなる。同年、ポイントガードのボブ・クージーがチームに加わり、翌年にはビル・シャーマンが入団したことにより、セルティックスは地区でも上位に入る中堅以上のチームに成長した。クージーは1952年から連続8シーズンの間リーグのアシスト王であり、後に殿堂入りを果たしている。1953年のドラフトでセルティックスはフランク・ラムジーを獲得し、ベンチからスタートしてチームに貢献する「シックススマン（6番目の選手）」として活躍させた。アワーバックは能力のある選手を敢えてスターターには起用しないという采配を最初に導入した監督だった。この起用法はのちのセルティックスの黄金時代を支えることになり、現在でも重要な戦術の一つとなっている。1982年にNBAシックスマン賞も設けられることになった。

### ラッセルの活躍と8連覇
セルティックスがリーグ史に残る強豪へと変貌するのは1956年からだった。このシーズンにトム・ヘインソーンとビル・ラッセルを獲得したセルティックスはチーム史上初の優勝を経験。続く1957-58シーズンは優勝を逃したが、1959年からは8年連続の優勝を成し遂げた。1962年にドラフトで獲得したジョン・ハブリチェックは新たな中心選手として連覇を支えた。
アワーバックが監督を退き後任のラッセルが選手兼監督としてチームを率いた1966-67シーズンには連覇が途絶えたが、翌1967-68シーズンからは再び2連覇を達成。セルティックスは1957年から13年間で11回の優勝を果たす黄金時代を過ごした。ラッセルはリーグ初のアフリカ系アメリカ人ヘッドコーチである。

### 1970年代の優勝
ラッセルが1969年を最後にチームを離れると、セルティックスは数年間優勝から遠のいた。しかし1972-73シーズンに球団史上最高勝率を記録し、1974年と1976年には再び優勝に返り咲いた。フェニックス・サンズと戦った1976年のファイナル第5戦はリーグ史上屈指の名勝負として名高い。この時代の中心選手はハブリチェックやデイブ・コーエンス、ジョジョ・ホワイトなどだった。セルティックスは1976年の優勝をピークに、次第にリーグでも下位のチームへと低迷していった。

### バード、パリッシュ、マクヘイルの "ビッグスリー" 体制

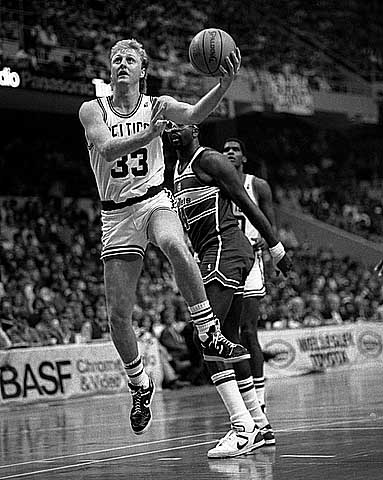
バードは1978年のNBAドラフトにおいてセルティックスに全体8位で指名された。

セルティックスに再び黄金期が訪れるのは1980年代に入ってからだった。1978年にドラフトで指名したラリー・バードは翌1979年よりチームに参加、翌シーズンにセルティックスはケビン・マクヘイルとロバート・パリッシュを同時に獲得。この3名は史上最強のフロントラインと評価され、チームを牽引した。セルティックスは1980年代のNBAでロサンゼルス・レイカーズとともに覇を競い、1981年と1984年、1986年にリーグを制した。特に1984年と1985年、1987年には両チームがNBAファイナルで直接対決したシーズンだった。
- 1979-1980シーズンは、ルーキーシーズンのバードがチーム成績を前年の29勝53敗から61勝21敗まで引き揚げるのに大いに貢献し、ルーキー・オブ・ザ・イヤー（新人王）に選ばれた。また新人ながらオールNBAファーストチームに選出された。この年のプレイオフでは、セルティックスはカンファレンス・ファイナルでフィラデルフィア・セブンティシクサーズと対戦し、1勝4敗で敗退した。優勝したのはロサンゼルス・レイカーズで、バードの大学時代からのライバル、マジック・ジョンソンはファイナルMVPに選ばれた。
- 1980-1981シーズンに、ロバート・パリッシュをトレードで、ケヴィン・マクヘイルをドラフトで獲得し、フロントコートに更に厚みを増し、レギュラーシーズンをリーグ1位タイの62勝20敗で終えた。プレイオフに進みシカゴ・ブルズをスイープで退け、セブンティシクサーズを7戦で下してNBAファイナルに進出した。NBAファイナルではモーゼス・マローン率いるヒューストン・ロケッツと対戦した。競った展開となったシリーズ第1戦の第4クオーターで、バードは、ジャンプショットを放ち、外れると見切ると、自身がベースライン右手に駆け出し、リングに弾かれたボールを空中で取りそのままシュートして決めると言う後に有名になるプレーを見せた。この試合をセルティックスは98対95でものにし、シリーズ全体も4勝2敗で制したセルティックスは5年ぶりに王者に返り咲いた。
- 1981-1982シーズンはリーグ最高の63勝19敗の成績をあげ、次の1982-1983シーズンには56勝26敗とリーグ3位となった。しかしプレイオフではセブンティシクサーズやミルウォーキー・バックスに敗れてNBAファイナル進出を果たせなかった。1982年はレイカーズ、1983年はセブンティシクサーズが優勝した。1981年に優勝した時、しばらく連覇できるだろうと思われたが、現実にはカンファレンスのライバルだったセブンティシクサーズに行く手を阻まれ、マジック・ジョンソンのレイカーズには水をあけられていた。

- 1983-1984シーズンは62勝20敗で、リーグ最高の成績となり、バードがシーズンMVPに選ばれた。プレイオフではワシントン・ブレッツ、ニューヨーク・ニックス、バックスを下してNBAファイナルに進出した。一方ウエスタン・カンファレンスからはレイカーズが勝ち上がった。ボストンで行われたシリーズの緒戦、レイカーズのカリーム・アブドゥル＝ジャバーの活躍もあり、109対115で敗れた。続く第2戦ではジェームズ・ウォージーの活躍により終盤でレイカーズがリードを奪うが、ジェラルド・ヘンダーソンのスティールにより試合は延長に入り、これをものにしたセルティックスがシリーズを1勝1敗のタイに持ち込んだ。ロサンゼルスに舞台を移した第3戦、マジック・ジョンソンがNBAファイナル記録となる21アシストをマークし、セルティックスは104対137で大敗を喫した。試合後、普段は言葉少ないバードが、自分とチームを強く批判した。第4戦で、バードの発言に鼓舞されたセルティックスは奮闘した。マクヘイルがレイカーズのカート・ランビスを転倒させたこと、バードとアブドゥル＝ジャバーの接触などで乱闘寸前になるほど荒れた試合となったが、終盤にマジック・ジョンソンがミスを繰り返し、試合はシリーズ2度目の延長に突入した。セルティックスは延長を制し、シリーズは再びタイとなった。続く第5戦、熱波に襲われたボストンでの試合で、バードはフィールドゴールを20本中15本成功させ、34得点をマーク。セルティックスは3勝目を上げた。ロサンゼルスで行われた第6戦では、アブドゥル＝ジャバーの活躍などでレイカーズが勝利。シリーズは3勝3敗のタイに持ち込まれた。ボストンでの最終第7戦では、セルティックスの各選手が活躍し、111対102でセルティックスが勝利した。
- 1984-85シーズンは昨シーズンをさらに上回るリーグ最高の63勝19敗の成績で終え、前シーズンの雪辱に燃えていたレイカーズはリーグ2位の62勝20敗の成績を残した。両チームはプレイオフを勝ち上がり、2年連続でNBAファイナルで対戦した。セルティックスは緒戦に大勝したものの、その後は一進一退の攻防となった。ボストンで行われた6試合目を100対111で落とし、4勝2敗でレイカーズの優勝が決まった。セルティックスがホームで優勝を奪われるのはチーム史上初めてのことだった。
- 1995年に往年の栄光の時代のコート、ボストン・ガーデンからフリート・センター（現在は、TDバンクノース・ガーデン）に本拠地を移した。ボストン・ガーデンの床は現在のアリーナに移設されている。
- 1985-1986シーズン開幕前にかつての最強センター、ビル・ウォルトンを獲得した。バード、ケヴィン・マクヘイル、ロバート・パリッシュに加え、セルティックスのフロントコートはさらに厚みを増した。シーズンに入るとセルティックスは快進撃を続け、人々はこのチームを史上最強と呼ぶようになった。シーズン成績は67勝15敗で、勝率は8割を超えた。ホーム戦の40勝1敗、勝率97.6%はNBA史上最高成績である。シーズンが終了するとバードがシーズンMVPに選ばれた。3年連続でシーズンMVP獲得はビル・ラッセルとウィルト・チェンバレンに次いで史上3人目であり、センター以外の選手ではバードが初めてであった。プレイオフをNBAファイナルまで11勝1敗の成績で勝ち上がり、ロケッツと対戦した。6試合に渡ったファイナルで、4勝2敗でロケッツを下し、バードがファイナルMVPに選ばれた。
- 1986-1987シーズン、ビル・ウォルトンの出場試合数は怪我のため10試合にとどまり、チームは59勝23敗でリーグ2位だった。プレイオフの1回戦でブルズを3勝0敗で一掃したものの、続くカンファレンス・セミファイナルでは合計3回の延長を含めて7戦までもつれての際どい勝利となった。カンファレンス・ファイナルでは、成長著しいデトロイト・ピストンズと対戦した。ボストンで行われた最初の2戦ではセルティックスが勝利、デトロイトで行われた続く2戦はピストンズが勝ちを収め、2勝2敗のタイでシリーズ第5戦の舞台は再びボストンに移った。ピストンズが107対106とリードして試合終了まで残り数秒という時点でピストンズボールのスローインとなったが、アイザイア・トーマスのインバウンズパスをバードがインターセプトし、最後はデニス・ジョンソンがゴールを決めて土壇場で逆転を果たし、セルティックスの3勝2敗となった[7]。このスティールは、1965年のジョン・ハブリチェック、1984年のジェラルド・ヘンダーソンのスティールとならび、ボストン・セルティックスの歴史上有名なスティールの一つとなった。続く2試合はそれぞれホームチームが勝利し、セルティックスがNBAファイナルに進出。4年間で3度目のレイカーズとの対戦となった。NBAファイナルでは、ロサンゼルスで行われた最初の2戦をレイカーズが勝利。続くボストンでの3戦目をセルティックスが勝利した。第4戦の終盤、残り12秒の時点でバードのスリーポイントシュートによりセルティックスがリードを奪うが、コート外に出たボールをマジック・ジョンソンが中央に進め、フックシュートを放ち残り2秒でレイカーズが再逆転した。最後の瞬間にバードが放ったシュートはリングから落ち、シリーズはセルティックスの1勝3敗となった。続く第5戦はセルティックスが大勝したものの、ロサンゼルスに戻った第6戦をセルティックスは落とし、レイカーズの優勝が決まった。バードのセルティックスがNBAファイナルに進んだのはこの年が最後であり、バードとマジックが優勝を争ったのはこれが最後となった。
- 1987-1988シーズンには、バードを筆頭に主力の年齢が上がっていた。そして、ビル・ウォルトンまでもが怪我のためシーズンの全試合を欠場するなど、怪我が目立つようになった。プレイオフのカンファレンス・セミファイナルで、ホークスと対戦、最終第7戦までもつれる展開となった。バードは第7戦前に記者たちに勝利を公約し、ホークスのドミニク・ウィルキンスが47得点を挙げるが、バードは第4クオーターだけで20得点を挙げ、118対116でカンファレンス・ファイナルに駒を進めた。カンファレンス・ファイナルではピストンズと対戦し、合計で3回の延長を含む6試合の末、敗れた。
- 1988-1989シーズン、バードがかかとに出来た骨の突起を除去する手術を受け、出場試合は6試合にとどまり、シーズン成績は42勝40敗に終わり、バードを欠いたチームはプレイオフの1回戦でピストンズに3敗しシーズンが終了した。プレイオフでは1回戦でインディアナ・ペイサーズと対戦し3勝2敗で辛勝したものの、続くカンファレンス・セミファイナルではピストンズに2勝4敗で敗退した。シーズン後、バードは背中の手術を受けた。
- 1991-1992シーズン、プレイオフのカンファレンス・セミファイナルでクリーブランド・キャバリアーズに3勝4敗で敗退し、バードの最後のシーズンが終わった。この年の夏、ドリームチームの一員としてバルセロナオリンピックに出場した後、バードは引退を発表した。

バードは1992年に、マクヘイルは1993年に引退し、パリッシュが1994年に退団すると、将来を嘱望されていたレジー・ルイスが急死したこともあり勝率5割を下回る低迷期に入った。

### バード退団以後

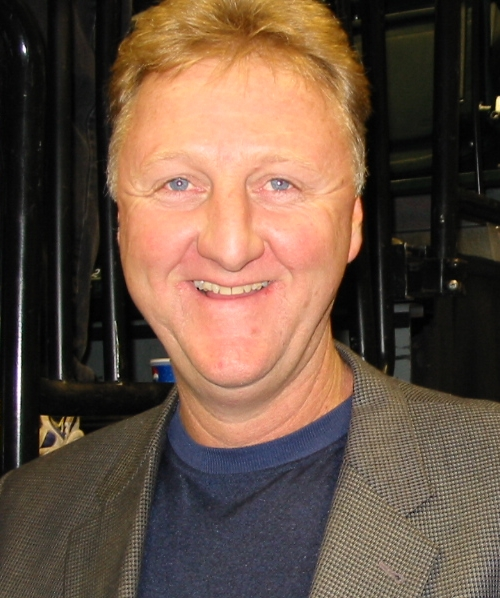
2004年のラリー・バード

1996年にアントワン・ウォーカー、1998年にポール・ピアースと好選手が入団し、1997年からリック・ピティーノがヘッドコーチを務めたが、かつての黄金時代から想像できないプレーオフ出場もままならない低迷を続けた。
セルティックスが復調の兆しを見せるのはピティーノ監督が解任された後の2000-01シーズン途中からで、ジム・オブライエン監督のもと選手がまとまり、2002年には49勝33敗、2003年には44勝38敗に達した。
しかしダニー・エインジがゼネラルマネージャーに就任し、ウォーカーがダラス・マーベリックスに放出された2004年以降のセルティックスは、チーム戦略のミスから戦力ダウンを繰り返した。その結果、勝率は5割を前後し、再び低迷、2007年には24勝58敗まで落ち込んだ。

### 第二次ビッグ・スリーの誕生 "NBA" ファイナル制覇

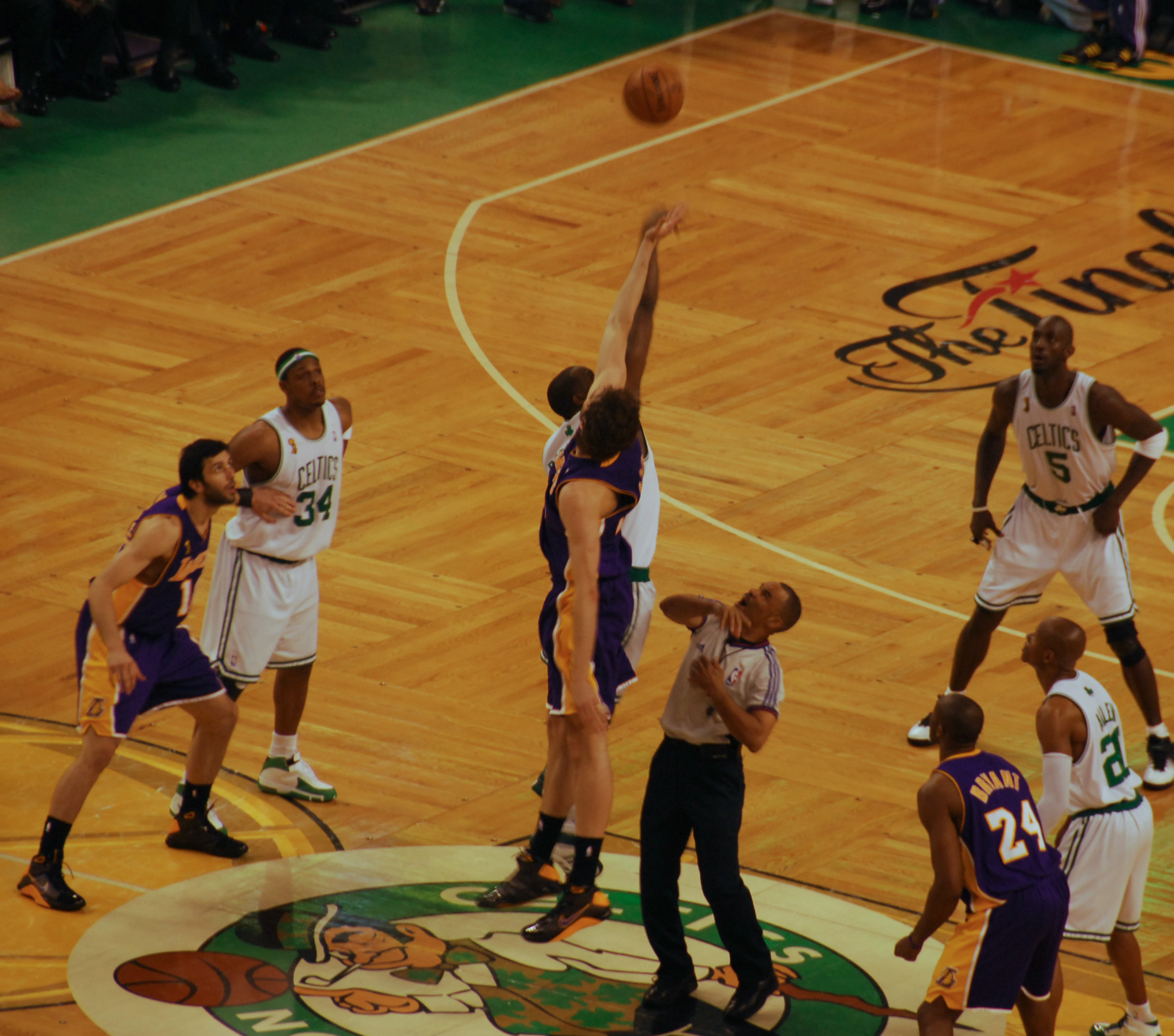
ファイナル第2戦 2008年6月8日

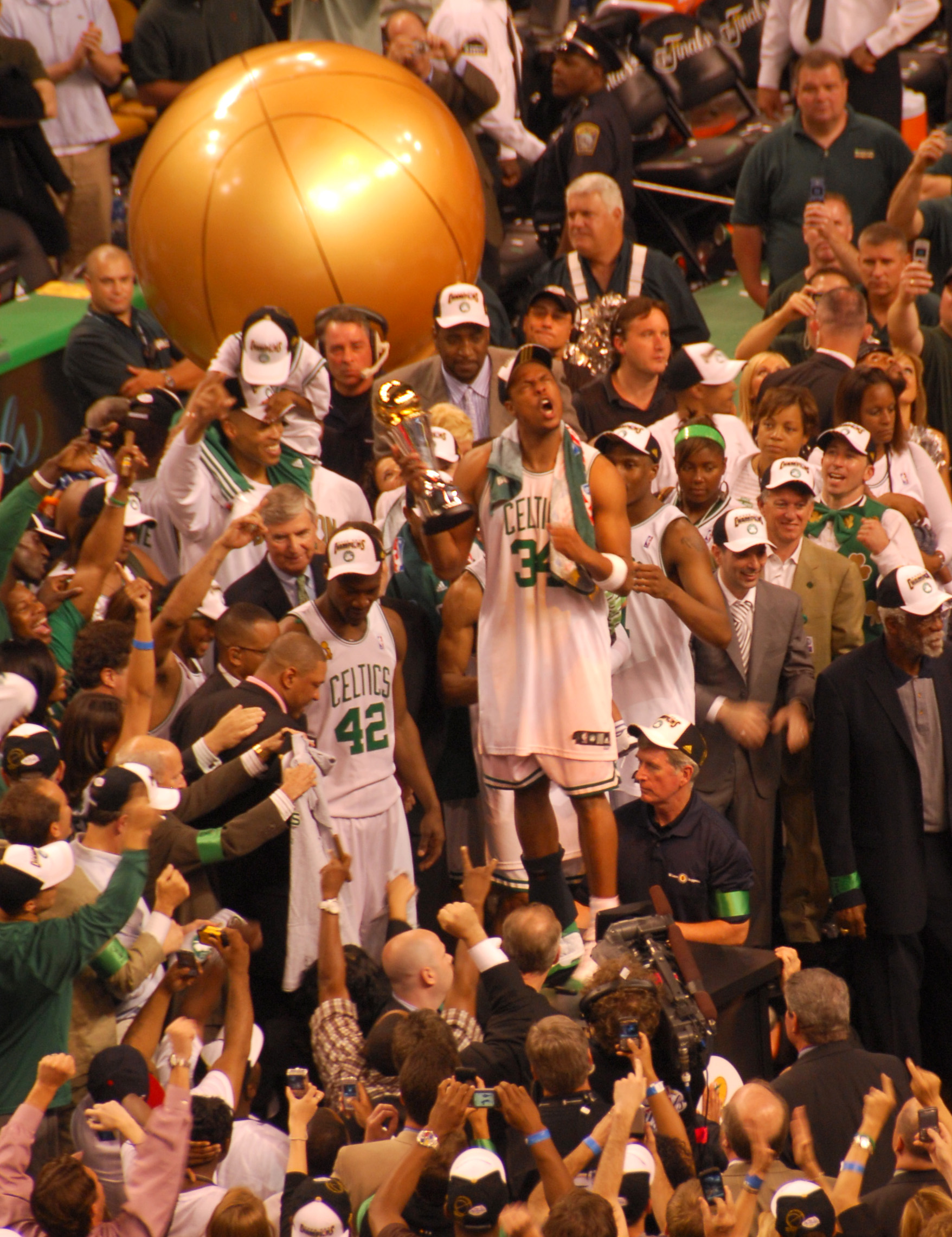
ファイナル優勝を祝うセルティックス (2008年6月撮影)

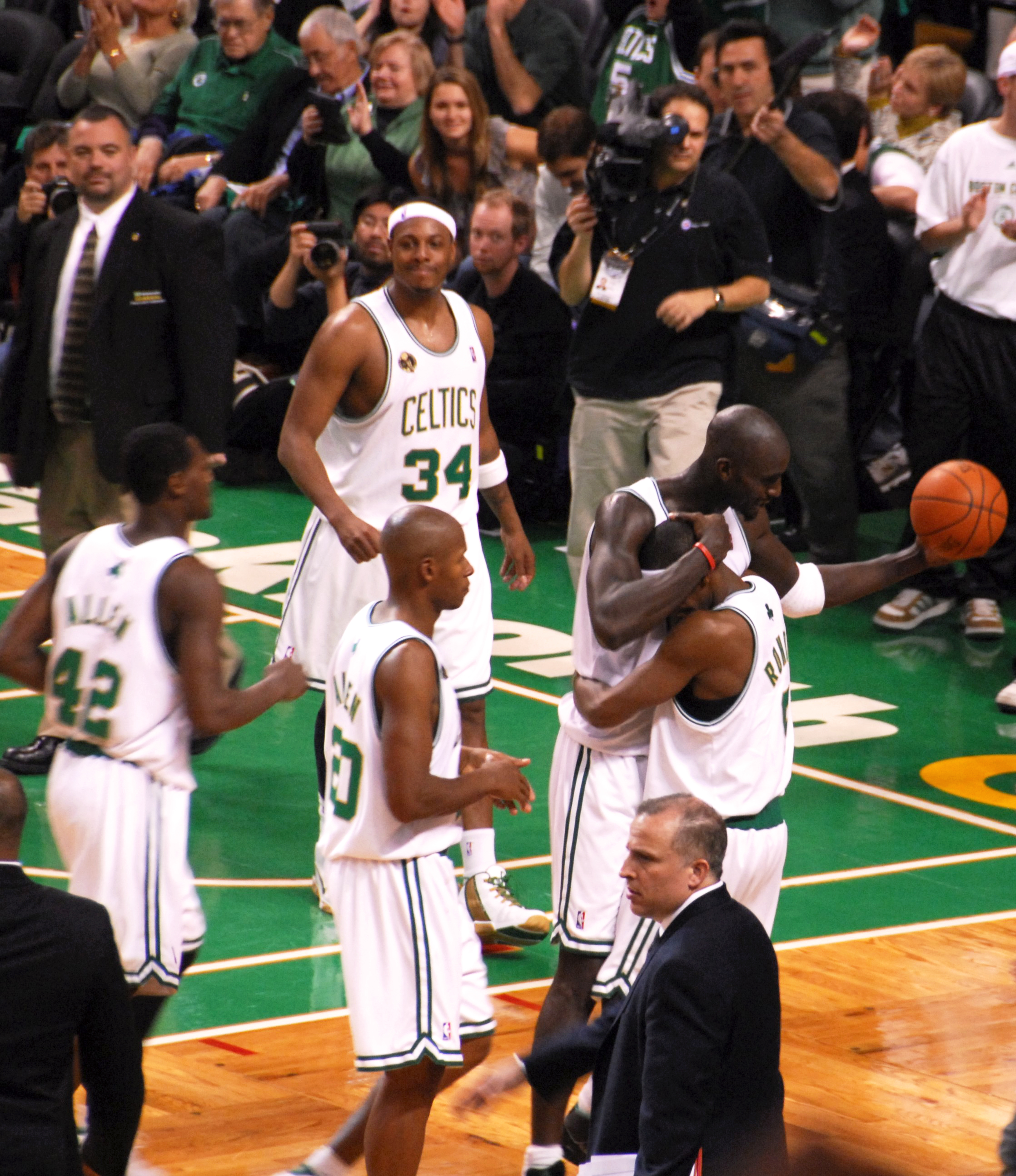
ポール・ピアース、ケビン・ガーネットと抱擁するラジョン・ロンド、レイ・アレンとトニー・アレン (2008年10月28日の試合後)

危機感を抱いたチーム首脳陣は、2007年シーズンに向けて、レイ・アレン、ケビン・ガーネットと立て続けに大物選手を獲得し、ポール・ピアースと共に3選手から成る「ビッグ・スリー」を形成、戦力を大幅に向上させた。ビッグ・スリー中心にチームは巻き返しを始め、レギュラーシーズンは怒涛の快進撃を見せ、66勝16敗でリーグ1位の結果となった。
リーグ全体の第1シードとしてプレイオフに挑み、1回戦のアトランタ・ホークス戦を4勝3敗と格下相手に苦戦をしたものの、その後のキャブズ戦、ピストンズ戦に勝利し1987年以来となるカンファレンスチャンピオンとなりNBAファイナルに進出した。対戦相手は奇しくも1980年代に何度も名勝負を展開したレイカーズ。戦前の下馬評では、強豪揃いの西カンファレンスを問題なく勝ちあがってきたレイカーズの方が有利と言われた。しかしビッグ・スリーと控えメンバーがバランスよく活躍したセルティックスはホームゲーム1、2を連取する。2勝1敗で迎えたアウェーのゲーム4では最大24点のビハインドを跳ね返しての大逆転勝利を収めた。この点差からの逆転はファイナル記録となった。3勝2敗でホームに戻ったセルティックスはゲーム6で131点を奪う見事な勝利を挙げ、22年ぶりのチャンピオンに返り咲いた。ファイナルMVPは平均21.8点を記録した生え抜き選手であるピアースが選出された。
優勝後、プレーオフには出場し続けるも、スリーキングスを結成したマイアミ・ヒートが東で躍進し、さらにはレイ・アレンがそのヒートに移籍したことにより第二次 "BIG3" は幕を閉じた。その後、ピアースとガーネットをトレードで放出、新たな指揮官にブラッド・スティーブンスを招聘しチームの再建が始まった。

### ビッグスリー解体後及びトーマスの台頭
2013年以降は積極的にトレードを行い、アイザイア・トーマス等の有望な若手や多くのドラフト1巡目指名権を獲得。2016年にはアル・ホーフォードを獲得し、更にトーマスがエースに成長し再建開始から僅か数年でイーストのトップチームに舞い戻った。

### アービングの活躍
2017年のNBAドラフトにてセルティックスは1位指名権を獲得していたがフィラデルフィア・セブンティシクサーズと指名権をトレード し、全体3位でジェイソン・テイタムを指名した。2017年8月22日、エースのトーマスやジェイ・クラウダー等とのトレードでクリーブランド・キャバリアーズからカイリー・アービングを獲得した。2017-18シーズンの開幕戦はアービングの古巣のキャバリアーズとの対戦となった。この試合では今季ユタ・ジャズからFAで移籍して来たゴードン・ヘイワードが、試合開始5分で足首の重傷によって離脱するという不運に見舞われ、敗れた。次のミルウォーキー・バックス戦にも敗れ開幕から2連敗してしまうが、そこからチームは球団史上4番目に長い16連勝を記録、連勝中は昨季王者のウォリアーズを倒すなどした。シーズン終盤にはアービングまで怪我による長期離脱を強いられたが、プレーオフ1回戦ではテリー・ロジアー、ジェイレン・ブラウン、ジェイソン・テイタムなどの活躍によりカンファレンス7位のミルウォーキー・バックスを第7戦で退けた。チームはアービング、ヘイワードを欠きながらもカンファレンス決勝まで勝ち上がり、レブロン・ジェームズ擁するキャバリアーズ相手に3勝2敗と先に王手をかけるも、そこから2連敗しファイナル進出はならなかった。
2018-2019シーズンも開幕から安定して勝利を重ねたが、アービングがテイタムやブラウンら若手を批判したり、ブラッド・スティーブンスHCとも衝突するなど多くの問題行動を起こす。それでもチームは49勝33敗でイースト4位としてプレーオフに出場した。プレーオフでは1回戦でイースト5位のインディアナ・ペイサーズをスイープしたが、続く2回戦で前年勝利したバックスに1勝4敗で敗れた。

### テイタムとブラウンの台頭
2018-2019シーズンオフ、FAとなったアービングがブルックリン・ネッツへ移籍した。セルティックスは、シャーロット・ホーネッツから FA となっていたケンバ・ウォーカーを獲得し、チームへと新たに加え、再始動を切った。
2019-20シーズンはウォーカーが強いリーダーシップを発揮してチームをまとめ上げ、テイタムとブラウンは共に個人成績を大きく伸ばした。特にテイタムは、オールスター戦に初めて選出されるなどチームの主力エースへと成長した。結果的に東カンファ3位でプレーオフに進出。プレーオフ第2戦では前年の覇者であるトロント・ラプターズに勝利するなど、カンファレンス決勝まで進出したが、マイアミ・ヒートに2勝4敗で敗退した。
2020-21シーズンは現有戦力を維持する形の補強を行った。ジェイソンテイタムと5年約1億9500万ドルのマックス契約を結んだ。
シーズン前半はケンバウォーカーが膝の故障で欠場が続いたが、チームは勝率5割前半をキープするまずまずの成績で前半戦を終えた。ジェイソンテイタムは、エースとして昨シーズンを上回る活躍を見せ、オールスターのスタメンに選ばれ、ジェイレンブラウンも昨シーズンを上回る活躍を見せ、自身初のオールスターに選ばれた。シーズン終盤になるとジェイレンブラウンが肘の故障でシーズンアウトとなり、プレイオフでの巻き返しも困難な状況になった。
セルティックスはシーズン7位でシーズンを終え、プレーイントーナメントでワシントン・ウィザーズと対戦。ジェイソンテイタムの50得点もあり、ウィザーズに勝利した。プレイオフ1回戦はジェームズ・ハーデン、カイリー・アービング、ケビン・デュラント擁するブルックリン・ネッツと対戦し4-1で敗れた。
2021-22シーズンは監督であったブラッド・スティーブンスがGMに就任。監督はイーメイ・ユドーカが引き継いだ。プレイオフともに不振だったケンバウォーカーをオクラホマシティ・サンダーのアル・ホーフォードとトレード。ホーフォードを2シーズンぶりに帰還させる形で補強を行った。最終的には、東カンファレンス2位、ディフェンシブレーティングリーグ1位という好成績でシーズンを終えた。プレイオフでは、1回戦で昨シーズンと同じブルックリンネッツとの対戦となり、接戦が強いられると予想されていたが、ブルックリンネッツ相手に4-0のスウィープで勝利し、前評判を大きく覆す形となった。その間、故障により戦線離脱を余儀なくせれたロバート・ウィリアムズ・3世の代わりにグラント・ウィリアムズがロールプレイヤーとして勝利に大きく貢献した。その後ミルウォーキー・バックス、マイアミ・ヒートを相手に4-3の接戦を制し、NBAファイナル出場を決めた。ファイナルではゴールデンステート・ウォリアーズと対戦。第4戦までは、2勝2敗と接戦に持ち込むも、ウォリアーズの経験値の高さには敵わず、2連敗。ブラウンがシリーズを通して活躍するも、エースのテイタムはいまいちパフォーマンスが上がらず、4-2で敗北した。
2023-24シーズン開幕前、クリスタプス・ポルジンギス、トレードでドリュー・ホリデーを獲得した。ファイナルに進出しダラス・マーベリックスと対戦、4勝1敗2007-08シーズン以来の優勝を果たし、ファイナルMVPにはブラウンが選出された。

## シーズンごとの成績
Note: 勝 = 勝利数, 敗 = 敗戦数, % = 勝率 
| シーズン                 | 勝    | 敗    | %    | プレーオフ                                                                  | 結果 |
| ------------------------ | ----- | ----- | ---- | --------------------------------------------------------------------------- | --- |
| ボストン・セルティックス |       |       |      |                                                                             | |
| 1946-47                  | 22    | 38    | .367 | 準決勝敗退                                                                  | シカゴ 2, セルティックス 1                                                                                                |
| 1947-48                  | 20    | 28    | .417 |                                                                             | |
| 1948-49                  | 25    | 35    | .417 |                                                                             | |
| 1949-50                  | 22    | 46    | .324 |                                                                             | |
| 1950-51                  | 39    | 30    | .565 | ディビジョン準決勝敗退                                                      | ニックス 2, セルティックス 0                                                                                              |
| 1951-52                  | 39    | 27    | .591 | ディビジョン準決勝敗退                                                      | ニックス 2, セルティックス 1                                                                                              |
| 1952-53                  | 46    | 25    | .648 | ディビジョン準決勝勝利 ディビジョン決勝敗退                                 | セルティックス 2, シラキュース 0 ニックス 3, セルティックス 1                                                             |
| 1953-54                  | 42    | 30    | .583 | 総当り戦 総当たり戦 ディビジョン決勝敗退                                    | シラキュース 2, セルティックス 0 セルティックス 2, ニックス 0 シラキュース 2, セルティックス 0                            |
| 1954-55                  | 36    | 36    | .500 | ディビジョン準決勝勝利 ディビジョン決勝敗退                                 | セルティックス 2, ニックス 1 シラキュース 3, セルティックス 1                                                             |
| 1955-56                  | 39    | 33    | .542 | ディビジョン準決勝敗退                                                      | シラキュース 2, セルティックス 1                                                                                          |
| 1956-57                  | 44    | 28    | .611 | ディビジョン決勝勝利 NBAファイナル優勝                                      | セルティックス 3, シラキュース 0 セルティックス 4, ホークス 3                                                             |
| 1957-58                  | 49    | 23    | .681 | ディビジョン決勝勝利 NBAファイナル敗退                                      | セルティックス 4, ウォリアーズ 1 ホークス 4, セルティックス 2                                                             |
| 1958-59                  | 52    | 20    | .722 | ディビジョン決勝勝利 NBAファイナル優勝                                      | セルティックス 4, シラキュース 3 セルティックス 4, レイカーズ 0                                                           |
| 1959-60                  | 59    | 16    | .787 | ディビジョン決勝勝利 NBAファイナル優勝                                      | セルティックス 4, ウォリアーズ 2 セルティックス 4, ホークス 3                                                             |
| 1960-61                  | 57    | 22    | .722 | ディビジョン決勝勝利 NBAファイナル優勝                                      | セルティックス 4, シラキュース 1 セルティックス 4, ホークス 1                                                             |
| 1961-62                  | 60    | 20    | .750 | ディビジョン決勝勝利 NBAファイナル優勝                                      | セルティックス 4, ウォリアーズ 3 セルティックス 4, レイカーズ 3                                                           |
| 1962-63                  | 58    | 22    | .725 | ディビジョン決勝勝利 NBAファイナル優勝                                      | セルティックス 4, シンシナティ 3 セルティックス 4, レイカーズ 2                                                           |
| 1963-64                  | 59    | 21    | .738 | ディビジョン決勝勝利 NBAファイナル優勝                                      | セルティックス 4, シンシナティ 1 セルティックス 4, サンフランシスコ 1                                                     |
| 1964-65                  | 62    | 18    | .755 | ディビジョン決勝勝利 NBAファイナル優勝                                      | セルティックス 4, シクサーズ 3 セルティックス 4, レイカーズ 1                                                             |
| 1965-66                  | 54    | 26    | .675 | ディビジョン準決勝勝利 ディビジョン決勝勝利 NBAファイナル優勝               | セルティックス 3, シンシナティ 2 セルティックス 4, シクサーズ 1 セルティックス 4, レイカーズ 3                            |
| 1966-67                  | 60    | 21    | .741 | ディビジョン準決勝勝利 ディビジョン決勝敗退                                 | セルティックス 3, ニックス 1 シクサーズ 4, セルティックス 1                                                               |
| 1967-68                  | 54    | 28    | .659 | ディビジョン準決勝勝利 ディビジョン決勝勝利 NBAファイナル優勝               | セルティックス 4, ピストンズ 2 セルティックス 4, シクサーズ 3 セルティックス 4, レイカーズ 2                              |
| 1968-69                  | 48    | 34    | .585 | ディビジョン準決勝勝利 ディビジョン決勝勝利 NBAファイナル優勝               | セルティックス 4, シクサーズ 1 セルティックス 4, ニックス 2 セルティックス 4, レイカーズ 3                                |
| 1969-70                  | 34    | 48    | .415 |                                                                             | |
| 1970-71                  | 44    | 38    | .537 |                                                                             | |
| 1971-72                  | 56    | 26    | .683 | カンファレンス準決勝勝利 カンファレンス決勝敗退                             | セルティックス 4, ホークス 2 ニックス 4, セルティックス 1                                                                 |
| 1972-73                  | 68    | 14    | .829 | カンファレンス準決勝勝利 カンファレンス決勝敗退                             | セルティックス 4, ホークス 2 ニックス 4, セルティックス 3                                                                 |
| 1973-74                  | 56    | 26    | .683 | カンファレンス準決勝勝利 カンファレンス決勝勝利 NBAファイナル優勝           | セルティックス 4, クリッパーズ 2 セルティックス 4, ニックス 1 セルティックス 4, バックス 3                                |
| 1974-75                  | 60    | 22    | .732 | カンファレンス準決勝勝利 カンファレンス決勝敗退                             | セルティックス 4, ロケッツ 1 ワシントン 4, セルティックス 2                                                               |
| 1975-76                  | 54    | 28    | .659 | カンファレンス準決勝勝利 カンファレンス決勝勝利 NBAファイナル優勝           | セルティックス 4, クリッパーズ 2 セルティックス 4, キャブス 2 セルティックス 4, サンズ 2                                  |
| 1976-77                  | 44    | 38    | .537 | 1回戦勝利 カンファレンス準決勝敗退                                          | セルティックス 2, スパーズ 0 シクサーズ 4, セルティックス 3                                                               |
| 1977-78                  | 32    | 50    | .390 |                                                                             | |
| 1978-79                  | 29    | 53    | .354 |                                                                             | |
| 1979-80                  | 61    | 21    | .744 | カンファレンス準決勝勝利 カンファレンス決勝敗退                             | セルティックス 4, ロケッツ 0 シクサーズ 4, セルティックス 1                                                               |
| 1980-81                  | 62    | 20    | .756 | カンファレンス準決勝勝利 カンファレンス決勝勝利 NBAファイナル優勝           | セルティックス 4, ブルズ 0 セルティックス 4, シクサーズ 1 セルティックス 4, ロケッツ 2                                    |
| 1981-82                  | 63    | 19    | .768 | カンファレンス準決勝勝利 カンファレンス決勝敗退                             | セルティックス 4, ワシントン 1 シクサーズ 4, セルティックス 3                                                             |
| 1982-83                  | 56    | 26    | .683 | カンファレンス準決勝敗退                                                    | バックス 4, セルティックス 0                                                                                              |
| 1983-84                  | 62    | 20    | .756 | 1回戦勝利 カンファレンス準決勝勝利 カンファレンス決勝勝利 NBAファイナル優勝 | セルティックス 3, ワシントン 1 セルティックス 4, ニックス 3 セルティックス 4, バックス 1 セルティックス 4, レイカーズ 3   |
| 1984-85                  | 63    | 19    | .768 | 1回戦勝利 カンファレンス準決勝勝利 カンファレンス決勝勝利 NBAファイナル敗退 | セルティックス 3, キャブス 1 セルティックス 4, ピストンズ 2 セルティックス 4, シクサーズ 1 レイカーズ 4, セルティックス 2 |
| 1985-86                  | 67    | 15    | .817 | 1回戦勝利 カンファレンス準決勝勝利 カンファレンス決勝勝利 NBAファイナル優勝 | セルティックス 3, ブルズ 0 セルティックス 4, ホークス 1 セルティックス 4, バックス 0 セルティックス 4, ロケッツ 2         |
| 1986-87                  | 59    | 23    | .720 | 1回戦勝利 カンファレンス準決勝勝利 カンファレンス決勝勝利 NBAファイナル敗退 | セルティックス 3, ブルズ 0 セルティックス 4, バックス 3 セルティックス 4, ピストンズ 3 レイカーズ 4, セルティックス 2     |
| 1987-88                  | 57    | 25    | .695 | 1回戦勝利 カンファレンス準決勝勝利 カンファレンス決勝敗退                   | セルティックス 3, ニックス 1 セルティックス 4, ホークス 3 ピストンズ 4, セルティックス 2                                  |
| 1988-89                  | 42    | 40    | .512 | 1回戦敗退                                                                   | ピストンズ 3, セルティックス 0                                                                                            |
| 1989-90                  | 52    | 30    | .634 | 1回戦敗退                                                                   | ニックス 3, セルティックス 2                                                                                              |
| 1990-91                  | 56    | 26    | .683 | 1回戦勝利 カンファレンス準決勝敗退                                          | セルティックス 3, ペイサーズ 2 ピストンズ 4, セルティックス 2                                                             |
| 1991-92                  | 51    | 31    | .622 | 1回戦勝利 カンファレンス準決勝敗退                                          | セルティックス 3, ペイサーズ 0 キャブス 4, セルティックス 3                                                               |
| 1992-93                  | 48    | 34    | .585 | 1回戦敗退                                                                   | ホーネッツ 3, セルティックス 1                                                                                            |
| 1993-94                  | 32    | 50    | .390 |                                                                             | |
| 1994-95                  | 35    | 47    | .427 | 1回戦敗退                                                                   | マジック 3, セルティックス 1                                                                                              |
| 1995-96                  | 33    | 49    | .402 |                                                                             | |
| 1996-97                  | 15    | 67    | .183 |                                                                             | |
| 1997-98                  | 36    | 46    | .439 |                                                                             | |
| 1998-99                  | 19    | 31    | .380 |                                                                             | |
| 1999-2000                | 35    | 47    | .427 |                                                                             | |
| 2000-01                  | 36    | 46    | .439 |                                                                             | |
| 2001-02                  | 49    | 33    | .598 | 1回戦勝利 カンファレンス準決勝勝利 カンファレンス決勝敗退                   | セルティックス 3, シクサーズ 2 セルティックス 4, ピストンズ 1 ネッツ 4, セルティックス 2                                  |
| 2002-03                  | 44    | 38    | .537 | 1回戦勝利 カンファレンス準決勝敗退                                          | セルティックス 4, ペイサーズ 2 ネッツ 4, セルティックス 0                                                                 |
| 2003-04                  | 36    | 46    | .439 | 1回戦敗退                                                                   | ペイサーズ 4, セルティックス 0                                                                                            |
| 2004-05                  | 45    | 37    | .549 | 1回戦敗退                                                                   | ペイサーズ 4, セルティックス 3                                                                                            |
| 2005-06                  | 33    | 49    | .402 |                                                                             | |
| 2006-07                  | 24    | 58    | .293 |                                                                             | |
| 2007-08                  | 66    | 16    | .805 | 1回戦勝利 カンファレンス準決勝勝利 カンファレンス決勝勝利 NBAファイナル優勝 | セルティックス 4, ホークス 3 セルティックス 4, キャブス 3 セルティックス 4, ピストンズ 2 セルティックス 4, レイカーズ 2   |
| 2008-09                  | 62    | 20    | .756 | 1回戦勝利 カンファレンス準決勝敗退                                          | セルティックス 4, ブルズ 3 マジック 4, セルティックス 3                                                                   |
| 2009-10                  | 50    | 32    | .609 | 1回戦勝利 カンファレンス準決勝勝利 カンファレンス決勝勝利 NBAファイナル敗退 | セルティックス 4, ヒート 1 セルティックス 4, キャブス 2 セルティックス 4, マジック 2 レイカーズ 4, セルティックス 3       |
| 2010-11                  | 56    | 26    | .683 | 1回戦勝利 カンファレンス準決勝敗退                                          | セルティックス 4, ニックス 0 ヒート 4, セルティックス 1                                                                   |
| 2011-12                  | 39    | 27    | .591 | 1回戦勝利 カンファレンス準決勝勝利 カンファレンス決勝敗退                   | セルティックス 4, ホークス 2 セルティックス 4, シクサーズ 3 ヒート 4, セルティックス 3                                    |
| 2012-13                  | 41    | 40    | .506 | 1回戦敗退                                                                   | ニックス 4, セルティックス 2                                                                                              |
| 2013-14                  | 25    | 57    | .305 |                                                                             | |
| 2014-15                  | 40    | 42    | .488 | 1回戦敗退                                                                   | キャバリアーズ 4, セルティックス 0                                                                                        |
| 2015–16                  | 48    | 34    | .585 | 1回戦敗退                                                                   | ホークス 4, セルティックス 2                                                                                              |
| 2016–17                  | 53    | 29    | .646 | 1回戦勝利 カンファレンス準決勝勝利 カンファレンス決勝敗退                   | セルティックス 4, ブルズ 2 セルティックス 4, ウィザーズ 3 キャバリアーズ 4, セルティックス 1                              |
| 2017–18                  | 55    | 27    | .671 | 1回戦勝利 カンファレンス準決勝勝利 カンファレンス決勝敗退                   | セルティックス 4, バックス 3 セルティックス 4, シクサーズ 1 キャバリアーズ 4, セルティックス 3                            |
| 2018–19                  | 49    | 33    | .598 | 1回戦勝利 カンファレンス準決勝敗退                                          | セルティックス 4, ペイサーズ 0 バックス 4, セルティックス 1                                                               |
| 2019–20                  | 48    | 24    | .667 | 1回戦勝利 カンファレンス準決勝勝利 カンファレンス決勝敗退                   | セルティックス 4, シクサーズ 0 セルティックス 4, ラプターズ 3 ヒート 4, セルティックス 2                                  |
| 2020–21                  | 36    | 36    | .500 | 1回戦敗退                                                                   | ネッツ 4, セルティックス 1                                                                                                |
| 2021–22                  | 51    | 31    | .622 | 1回戦勝利 カンファレンス準決勝勝利 カンファレンス決勝勝利 NBAファイナル敗退 | セルティックス 4, ネッツ 0 セルティックス 4, バックス 3 セルティックス 4, ヒート 3 ウォリアーズ 4, セルティックス 2       |
| 2022–23                  | 57    | 25    | .695 | 1回戦勝利 カンファレンス準決勝敗退 カンファレンス決勝敗退                   | セルティックス 4, ホークス 2 セルティックス 4, セブンティシクサーズ 3 ヒート 4, セルティックス 3                          |
| 2023–24                  | 64    | 18    | .780 | 1回戦勝利 カンファレンス準決勝勝利 カンファレンス決勝勝利 NBAファイナル優勝 | セルティックス 4, ヒート 1 セルティックス 4, キャブス 1 セルティックス 4, ペイサーズ 0 セルティックス 4, マーベリックス 1 |
| 通算勝敗                 | 3,570 | 2,462 | .592 |                                                                             | |
| プレーオフ               | 407   | 312   | .566 | 優勝：18回                                                                  | |

## 主な選手

### 保有するドラフト交渉権
| ドラフト年 | 巡 | 指名順 | 選手               | Pos. | 国籍       | 現所属チーム                      | 注釈 | Ref    |
| ---------- | -- | ------ | ------------------ | ---- | ---------- | --------------------------------- | ---- | ------ |
| 2021年     | 2  | 45     | ジュアン・ビガラン | G    | フランス   | パリ・バスケットボール (フランス) |      | [ 16 ] |
| 2020年     | 2  | 47     | ヤム・マダー       | G    | イスラエル | パルチザンNIS (セルビア)          |      | [ 17 ] |

## 栄誉

### バスケットボール殿堂入り
ネイスミス・メモリアル・バスケットボール殿堂に、選手として36名、コーチとして6名、貢献者として6名が選出されている。
| ボストン・セルティックス殿堂入り | ボストン・セルティックス殿堂入り | ボストン・セルティックス殿堂入り | ボストン・セルティックス殿堂入り | ボストン・セルティックス殿堂入り | ボストン・セルティックス殿堂入り | ボストン・セルティックス殿堂入り | ボストン・セルティックス殿堂入り | ボストン・セルティックス殿堂入り | ボストン・セルティックス殿堂入り |
| 選手                             | 選手                             | 選手                             | 選手                             | 選手                             | 選手                             | 選手                             | 選手                             | 選手                             | 選手                             |
| No.                              | 名前                             | Pos.                             | 在籍期間                         | 殿堂入り年                       | No.                              | 名前                             | Pos.                             | 在籍期間                         | 殿堂入り年                       |
| -------------------------------- | -------------------------------- | -------------------------------- | -------------------------------- | -------------------------------- | -------------------------------- | -------------------------------- | -------------------------------- | -------------------------------- | -------------------------------- |
| 22                               | エド・マコーレー                 | F/C                              | 1950–1956                        | 1960                             | 17                               | アンディ・フィリップ             | G                                | 1956–1958                        | 1961                             |
| 14                               | ボブ・クージー                   | G                                | 1950–1963                        | 1971                             | 6                                | ビル・ラッセル 3                 | C                                | 1956–1969                        | 1975                             |
| 21                               | ビル・シャーマン                 | G                                | 1951–1961                        | 1976                             | 23                               | フランク・ラムジー               | G/F                              | 1954–1964                        | 1982                             |
| 24                               | サム・ジョーンズ                 | G/F                              | 1957–1969                        | 1984                             | 17                               | ジョン・ハブリチェック           | G/F                              | 1962–1978                        | 1984                             |
| 15                               | トム・ヘインソーン 1             | F                                | 1956–1965                        | 1986                             | 20                               | ボブ・ホーブレッグス             | C/F                              | 1954–1955                        | 1987                             |
| 44                               | ピート・マラビッチ               | G                                | 1980                             | 1987                             | 4 34                             | クライド・ラブレット             | C                                | 1962–1964                        | 1988                             |
| 25 27                            | K・C・ジョーンズ                 | G                                | 1958–1967                        | 1989                             | 44                               | デイブ・ビン                     | G                                | 1977–1978                        | 1990                             |
| 18                               | デイブ・コーウェンス             | F/C                              | 1970–1980                        | 1991                             | 7                                | ネイト・アーチボルド             | G                                | 1978–1983                        | 1991                             |
| 5                                | ビル・ウォルトン                 | C                                | 1985–1987                        | 1993                             | 18                               | ベイリー・ハウエル               | F                                | 1966–1970                        | 1997                             |
| 19                               | アーニー・ライゼン               | C                                | 1955–1958                        | 1998                             | 33                               | ラリー・バード 2                 | F                                | 1979–1992                        | 1998                             |
| 32                               | ケビン・マクヘイル               | F                                | 1980–1993                        | 1999                             | 11                               | ボブ・マカドゥー                 | C/F                              | 1979                             | 2000                             |
| 00                               | ロバート・パリッシュ             | C                                | 1980–1994                        | 2003                             | 12                               | ドミニク・ウィルキンス           | F                                | 1994–1995                        | 2006                             |
| 3                                | デニス・ジョンソン               | G                                | 1983–1990                        | 2010                             | 53                               | アーティス・ギルモア             | C                                | 1988                             | 2011                             |
| 20                               | ゲイリー・ペイトン               | G                                | 2004–2005                        | 2013                             | 10                               | ジョ・ジョ・ホワイト             | G                                | 1969–1979                        | 2015                             |
| 36                               | シャキール・オニール             | C                                | 2010–2011                        | 2016                             | 11                               | チャーリー・スコット             | G                                | 1975–1977                        | 2018                             |
| 40                               | ディノ・ラジャ                   | F/C                              | 1994–1997                        | 2018                             | 20                               | レイ・アレン                     | G                                | 2007–2012                        | 2018                             |
| 11                               | チャック・クーパー               | F                                | 1950–1954                        | 2019                             | 4                                | カール・ブラウン                 | G                                | 1961–1962                        | 2019                             |
| 44                               | ポール・ウェストファル           | G                                | 1972–1975                        | 2019                             | 5                                | ケビン・ガーネット               | F                                | 2007–2013                        | 2020                             |
| 34                               | ポール・ピアース                 | F                                | 1998–2013                        | 2021                             | 4                                | チャウンシー・ビラップス         | G                                | 1997–1998                        | 2024                             |
| コーチ                           |                                  |                                  |                                  |                                  |                                  |                                  |                                  |                                  |                                  |
| No.                              | 名前                             | Pos.                             | 在籍期間                         | 殿堂入り年                       | No.                              | 名前                             | Pos.                             | 在籍期間                         | 殿堂入り年                       |
| ドギー・ジュリアン               | ドギー・ジュリアン               | ヘッドコーチ                     | 1948–1950                        | 1968                             | 2                                | レッド・アワーバック             | ヘッドコーチ エグゼクティブ      | 1950–1966 1966–2006              | 1969                             |
| リック・ピティーノ               | リック・ピティーノ               | ヘッドコーチ                     | 1997–2001                        | 2013                             | トム・ヘインソーン 1             | トム・ヘインソーン 1             | ヘッドコーチ                     | 1969–1978                        | 2015                             |
| ビル・フィッチ                   | ビル・フィッチ                   | ヘッドコーチ                     | 1979–1983                        | 2019                             | ビル・ラッセル 3                 | ビル・ラッセル 3                 | ヘッドコーチ                     | 1966–1969                        | 2021                             |
| 貢献者                           |                                  |                                  |                                  |                                  |                                  |                                  |                                  |                                  |                                  |
| 名前                             | 名前                             | Pos.                             | 在籍期間                         | 殿堂入り年                       | 名前                             | 名前                             | Pos.                             | 在籍期間                         | 殿堂入り年                       |
| 1                                | ウォルター・A・ブラウン          | オーナー                         | 1945–1964                        | 1965                             | ビル・モクレイ                   | ビル・モクレイ                   | エグゼクティブ                   | 1946–1969                        | 1965                             |
| 28                               | ウェイン・エンブリー             | C                                | 1966–1968                        | 1999                             | デイブ・ガヴィット               | デイブ・ガヴィット               | エグゼクティブ                   | 1990–1994                        | 2006                             |
| 16                               | サッチ・サンダース               | F ヘッドコーチ                   | 1960–1973 1978                   | 2011                             | 17                               | ドン・バークスデール             | F                                | 1953–1955                        | 2012                             |

注釈:
- 1 ハインゾーンは、選手とコーチで計2回にわたり、殿堂入りを果たしている。
- 2 バードは選手および1992年オリンピック代表チームの一員として、計2回にわたって殿堂入りを果たしている。
- 3 ラッセルは、選手とコーチで計2回にわたり、殿堂入りを果たしている。

### FIBA殿堂入り
国際バスケットボールを統括するFIBAは、国際バスケットボールへの貢献を称え、セルティックスゆかりの選手2名をFIBA殿堂入りに選出した。
| ボストン・セルティックスFIBA殿堂入り | ボストン・セルティックスFIBA殿堂入り | ボストン・セルティックスFIBA殿堂入り | ボストン・セルティックスFIBA殿堂入り | ボストン・セルティックスFIBA殿堂入り |
| 選手                                 | 選手                                 | 選手                                 | 選手                                 | 選手                                 |
| No.                                  | 名前                                 | Pos.                                 | 在籍期間                             | 殿堂入り年                           |
| ------------------------------------ | ------------------------------------ | ------------------------------------ | ------------------------------------ | ------------------------------------ |
| 6                                    | ビル・ラッセル                       | C                                    | 1956–1969                            | 2007                                 |
| 36                                   | シャキール・オニール                 | C                                    | 2010–2011                            | 2017                                 |

### 永久欠番
セルティックスはアメリカ合衆国4大プロスポーツリーグにおいて最も多い23の背番号を永久欠番にしている。

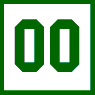
ロバート・パリッシュ, C (1980–1994); 1998年1月18日に永久欠番
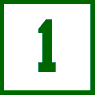
ウォルター・A・ブラウン（英語版）, 創設者, オーナー (1946–1964); 1964年10月17日に永久欠番
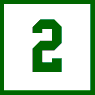
レッド・アワーバック, ヘッドコーチ, エグゼクティブ (1950–2006); 1985年1月4日に永久欠番
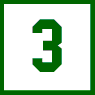
デニス・ジョンソン, G (1983–1990); 1991年12月13日に永久欠番
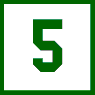
ケビン・ガーネット, F (2007–2013); 2022年3月13日に永久欠番
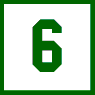
ビル・ラッセル, C 1 (1956–1969); 1972年3月12日に永久欠番
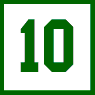
ジョ・ジョ・ホワイト, PG (1969–1979); 1982年4月9日に永久欠番
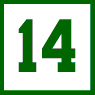
ボブ・クージー, PG (1950–1963); 1963年10月16日に永久欠番
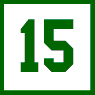
トム・ヘインソーン, F 2 (1956–1965); 1966年10月15日に永久欠番
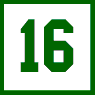
サッチ・サンダース, PF 3 (1960–1973); 1973年1月に永久欠番
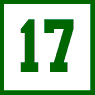
ジョン・ハブリチェック, SF (1962–1978); 1978年10月13日に永久欠番
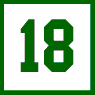
デーブ・コーウェンス, C 4 (1970–1980); 1981年2月8日に永久欠番
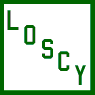
ジム・ロスカトフ, PF 5 (1955–1964); 1964年に永久欠番
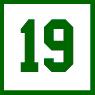
ドン・ネルソン, F (1965–1976); 1978年に永久欠番
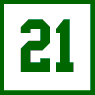
ビル・シャーマン, G (1951–1961); 1966年10月15日に永久欠番
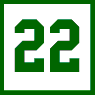
エド・マコーレー, C (1950–1956); 1963年10月16日に永久欠番
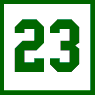
フランク・ラムジー, SF (1954–1964); 1964年に永久欠番
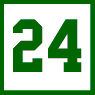
サム・ジョーンズ, SG (1957–1969); 1969年3月9日に永久欠番
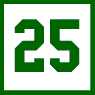
K・C・ジョーンズ, PG 6 (1958–1967); 1967年2月12日に永久欠番
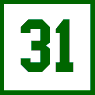
セドリック・マックスウェル, SF 7 (1977–1985); 2003年12月15日に永久欠番
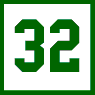
ケビン・マクヘイル, PF (1980–1993); 1994年1月30日に永久欠番
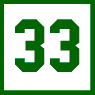
ラリー・バード, F (1979–1992); 1993年2月4日に永久欠番
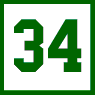
ポール・ピアース, F (1998–2013); 2018年2月11日に永久欠番
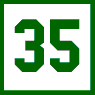
レジー・ルイス, SF 8 (1987–1993); 1995年3月22日に永久欠番
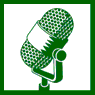
ジョニー・モースト（英語版）, アナウンサー (1953–1990); 1990年に永久欠番

- 1 ヘッドコーチも務めた (1966–69) 。
- 2 ヘッドコーチ (1969–78) および解説者も務めた (1966–1969, 1980–2020) 。
- 3 ヘッドコーチも務めた (1978) 。
- 4 ヘッドコーチも務めた (1978–79) 。
- 5 背番号18番を付けていたロスクトフは、将来的に他のセルティックスに自分の背番号を付けてもらうことで、自分の遺産を尊重するよう要請した。TDガーデンにある永久欠番バナーの1つに、ロスクトフは「LOSCY」という文字が入った四角形で表現されている。背番号18番は後にデイブ・コーウェンスのために永久欠番となった。
- 6 ヘッドコーチも務めた (1983–88) 。
- 7 解説者も務めている (2001–現在); 1977-78シーズンに一時的に30番を着用。
- 8 現役時代に心臓発作で死去、背番号は死後に永久欠番化された。

## チーム記録
ボストン・セルティックスのチーム記録を参照。